# 国鉄機78-2形蒸気機関車
国鉄機78-2形蒸気機関車（こくてつき78-2がたじょうききかんしゃ）は、1920年代に、日本国有鉄道を運営していた鉄道省が計画した蒸気機関車。製造には至らず、形画図が残っているのみである。

## 構造
国鉄の記録の残る唯一の車軸配置4-8-2（マウンテン）型蒸気機関車。のちに登場したC52形、C53形と同様、3シリンダ機として計画された。末尾の2から、比較目的の2シリンダ機として1があったのではないか、と考察されている。ボイラはD50形のものと同一であったが、足回りに合わせて煙室が第一動輪中心まで延長していた。動輪径は1600mmとC51形のものより一回り小さく、それを4対備えていることから、特急列車ではなく重量急行列車の牽引を目的にしていたと推定されている。動軸重は15tで軌道強化の必要こそなかったものの、全軸距が18.8mあり当時普及していた60ft(18.3m)の転車台には入りきらないのが欠点であった。